# Einkommensverteilung im Vereinigten Königreich
Die Einkommensverteilung im Vereinigten Königreich betrachtet die Verteilung der Einkommen im Vereinigten Königreich. Die personelle Einkommensverteilung betrachtet, wie das Einkommen einer Volkswirtschaft auf einzelne Personen oder Gruppen (z. B. Privathaushalte) verteilt ist. Zur Untersuchung der Entwicklung der Einkommensverteilung wird häufig das verfügbare Äquivalenzeinkommen herangezogen. Das Vereinigte Königreich wies laut Eurostat im Jahr 2017 einen Gini-Koeffizienten von 0,33 auf und zählte damit zu den Ländern mit vergleichsweise hoher Ungleichheit in der Europäischen Union.

## Verteilungsindikatoren – Methoden zur Darstellung
Bei der Entwicklung der Einkommensverteilung sollte zwischen dem Markteinkommen und dem verfügbaren Einkommen unterschieden werden. Das Markteinkommen bildet sich aus der Summe der Arbeits- und Vermögenseinkommen. Das verfügbare Einkommen berücksichtigt außerdem sämtliche Transferleistungen (inklusive Arbeitslosen- und Pensionszahlungen) und Steuern. Der Vergleich zwischen der Entwicklung der Markteinkommen und der verfügbaren Einkommen ermöglicht eine Analyse der Umverteilungsmechanismen in einer Volkswirtschaft. Die personelle Verteilung wird von Eurostat meist auf Basis von verfügbaren Äquivalenzeinkommen gemessen.

### Median und Mittelwert der verfügbaren Haushaltseinkommen

Median und Mittelwert der Einkommen im Vereinigten Königreich von 1996–2017

Der Median der Einkommen bezeichnet jenen Wert, der in der Mitte der Verteilung liegt, wenn man die Einkommen nach ihrer Höhe sortiert. Der Median wird auch als Zentralwert bezeichnet und gibt im Vergleich mit dem Mittelwert auch Auskunft über die Form der Verteilung. Im Jahr 2017 lag das Medianeinkommen im Vereinigten Königreich bei umgerechnet 20.995 Euro. Es liegt damit höher als das Medianeinkommen der gesamten Eurozone wie auch der Europäischen Union, welches bei 16.909 Euro liegt. Gleichzeitig ist es geringer als das anderer westeuropäischer (z. B. Frankreich, Deutschland, Benelux) sowie skandinavischer Staaten. Auch kaufkraftbereinigt fällt das Medianeinkommen des Vereinigten Königreichs hinter die genannten Staaten zurück. Zu Beginn des Betrachtungszeitraumes im Jahr 1996 lag das Medianeinkommen noch bei 10.188 Euro. Inflationsbereinigt ist das ein Anstieg von 37 % im Beobachtungszeitraum von 1996 bis 2017.
Der Mittelwert stellt dagegen das Durchschnittseinkommen in einer Volkswirtschaft dar. Im Jahr 2017 betrug das durchschnittliche verfügbare Haushaltseinkommen 25.244 Euro. Der Anstieg seit 1996 entspricht einem inflationsbereinigten Anstieg von 40 % im Betrachtungszeitraum. Sowohl in der Entwicklung als auch im absoluten Wert übersteigt der Mittelwert der Einkommen den Median im Vereinigten Königreich. Das deutet auf eine Ungleichheit zugunsten der oberen Einkommenshälfte hin. Klar erkennbar ist die wirtschaftliche Entwicklung in den Einkommen im Vereinigten Königreich. Nach dem Anstieg bis zum Jahr 2008 folgt ein Einbruch bedingt durch die globale Finanzkrise. Bemerkenswert ist, dass das Vorkrisenniveau im Jahr 2017 inflationsbereinigt noch nicht wieder erreicht wurde. Das Durchschnittseinkommen der EU-Staaten liegt bei 19.387 Euro. Damit liegt das Vereinigte Königreich im Vergleich auf dem 9. Platz.

GINI im Vereinigten Königreich von 2003–2015

### Gini-Koeffizient
Der Gini-Koeffizient ist ein Maß zur Bestimmung der Ungleichverteilung der Einkommen in einem Land. Er ermöglicht den Vergleich über Ländergrenzen hinweg und wird daher häufig als Indikator herangezogen. Werte zwischen 0 und 1 beschreiben dabei das Ausmaß der Ungleichheit, wobei ein Gini von 1 bedeutet, dass eine Person über das gesamte Einkommen einer Volkswirtschaft verfügt. Ein Wert von 0 hingegen entspricht einer perfekten Gleichverteilung unter allen Personen.
Vor Steuern und Transfers lag der Gini im Vereinigten Königreich im Jahr 2015 laut Daten der OECD bei einem Wert von 0,52. Innerhalb von zwölf Jahren stieg die Ungleichheit bei den Markteinkommen um 1,3 Prozentpunkte, wobei sie ihren Höhepunkt im Krisenjahr 2009 erreichte. Im gleichen Zeitraum nahm auch die Ungleichheit der Einkommen nach Steuern und Transfers von 0,353 auf 0,360 um etwas weniger als 1 Prozentpunkt zu. Dies spricht für eine gleichbleibende Umverteilung durch den Staat.
Das Vereinigte Königreich hat damit eine recht ungleiche Verteilung der Einkommen auf Haushaltsebene im Vergleich zu beispielsweise Frankreich oder Deutschland. Diese relativ hohe Einkommensungleichheit im europäischen Vergleich stellen auch Zsolt Darvas und Guntram Wolff (2016) fest, die diese mit niedriger sozialer Mobilität im Vereinigten Königreich in Verbindung bringen.

Top 10 % Anteil der Einkommen im Vereinigten Königreich von 2005–2017

### Anteil der Top 10%
Ein weiteres Ungleichheitsmaß beschreibt den Anteil der reichsten 10 % der Bevölkerung am Gesamteinkommen. Für die EU-27 liegt dieser Wert seit 2005 relativ stabil bei 24 %. Im Vereinigten Königreich betrug er im Jahr 2005 noch 27 % und bewegte sich in den Jahren bis 2017 zwischen 23 % und 26 %. Während der Wert für das Vereinigte Königreich recht starke Schwankungen zwischen den einzelnen Jahren aufweist, zeigt sich für die EU-27 im Beobachtungszeitraum ein vergleichsweise flacher Trend. Auch die Weltwirtschaftskrise 2008/2009 scheint keinen eindeutigen Effekt zu haben, was auf einen gleichläufigen Rückgang der Einkommen im obersten Dezils und der restlichen Bevölkerung hinweist.
In allen Jahren mit Ausnahme des Jahres 2013 weist das Vereinigte Königreich dabei einen höheren Anteil der Top 10 % und somit eine höhere Ungleichheit als der EU-Durchschnitt auf.

## Geschlechtsspezifische Ungleichheit

S80S20 Einkommensquintilverhältnis Vereinigtes Königreich 2005–2017

### S80/S20 Einkommensquintilverhältnis
Der S80/S20 Indikator beschreibt das Verhältnis des Gesamteinkommen von den 20 % der Bevölkerung mit dem höchsten Einkommen (oberstes Quintil) zum Gesamteinkommen von den 20 % der Bevölkerung mit dem niedrigsten Einkommen (unterstes Quintil). Je größer dieser Wert ist, desto ungleicher die Einkommensverteilung. Dieses Maß bewegt sich im Vereinigten Königreich von 2005 bis 2017 sowohl für Männer als auch Frauen überwiegend zwischen ca. 4,5 und 5,5. Damit haben die reichsten 20 % der Bevölkerung 4,5 bis 5,5 mal mehr verdient als die ärmsten 20 % der Bevölkerung. Auffällig ist der deutlich höhere Wert im Jahr 2005 bei den Männern sowie der Rückgang für Männer und Frauen im Jahr 2013.
Die Entwicklung des Einkommensquntilverhältis ist zwischen den Geschlechtern sehr ähnlich, wobei der Wert für Männer immer über jenem der Frauen liegt. Im Vereinigten Königreich liegt somit hinsichtlich des Einkommensquintilsverhältnisses keine starke geschlechtsspezifische Ungleichheit vor, sondern das Einkommen unter den Frauen ist ähnlich ungleich verteilt wie das Einkommen unter den Männern. Das aggregierte S80/S20 Verhältnis von Frauen und Männern liegt im Jahr 2017 bei ca. 5,4 und ist somit im Vergleich zum EU-Schnitt von 5,1 höher.

Unbereinigter Gender-Pay-Gap im Vereinigten Königreich von 2008–2014

### Unbereinigter Gender-Pay-Gap
Als wichtigster Indikator für die Ungleichheit zwischen den Geschlechtern wird der Gender-Pay-Gap gesehen. Der unbereinigte Gender-Pay-Gap ist der geschlechtsspezifische Lohnunterschied ohne die Berücksichtigung von Unterschieden in Tätigkeitsprofilen. Zur Berechnung werden die durchschnittlichen Stundenlöhne von Frauen und Männern in einer Volkswirtschaft verglichen. Im EU-27-Schnitt haben Männer 16 bis 17 % höhere Löhne als Frauen. Im Vereinigten Königreich liegt der Gender-Pay-Gap im gesamten Betrachtungszeitraum mit 20 bis 23 % deutlich über dem EU-Schnitt.
Seit dem Jahr 2010 ist allerdings ein leichter Rückgang des Gender-Pay-Gaps im Vereinigten Königreich beobachtbar. Dennoch ist das Vereinigte Königreich vor Korrektur von Tätigkeitsprofilen von einem überdurchschnittlich hohen Lohnunterschied zwischen Männern und Frauen geprägt.

## Regionale Ungleichheit

### Verfügbares Haushaltseinkommen nach Regionen

Durchschnittliches Verfügbares Haushaltseinkommen im Vereinigten Königreich (2016) nach Regionen

Das durchschnittliche verfügbare Haushaltseinkommen nach Regionen entspricht dem Mittelwert der Haushaltseinkommen auf Ebene der NUTS-2 Regionen.
Die Regionen mit dem größten verfügbaren Haushaltseinkommen im Vereinigten Königreich im Jahr 2016 sind in England die verschiedenen Regionen Londons (Inner London, Outer London South, Outer London West & North West). Inner London sticht dabei mit einem fast doppelt so hohen Durchschnittseinkommen (ca. 45.100 Euro) als die zweitgereihte Region Outer London West & North West nochmals deutlich heraus. Weitere Regionen mit überdurchschnittlichem verfügbarem Haushaltseinkommen sind die Regionen Surrey, East & West Sussex (ca. 22.700 Euro) im Süden bzw. Berkshire, Buckinghamshire und Oxfordshire im Westen Londons (ca. 22.600 Euro). Eine weitere, einkommensstärkere Region im Norden des Vereinigten Königreichs ist die Region North Eastern Scotland (ca. 20.600 Euro).
Regionen mit niedrigeren verfügbaren Haushaltseinkommen sind die Regionen West Midlands (ca. 14.100 Euro) Tees Valley & Durham (ca. 14.600 Euro) und West Wales & The Valleys (ca. 14.600 Euro). Auch Nordirland und einige weitere Regionen der Midlands verzeichnen unterdurchschnittliche verfügbare Haushaltseinkommen.

### Ungleichheit der Metropolregionen
| Stadt         | Bevölkerung in % | Durchschnitt in Euro |
| ------------- | ---------------- | -------------------- |
| London        | 18,3             | 35.113               |
| Manchester    | 5,1              | 25.046               |
| West Midlands | 4,5              | 24.508               |
| Leeds         | 4,0              | 25.127               |
| Newcastle     | 1,8              | 24.460               |
| Sheffield     | 1,8              | 24.049               |
| Liverpool     | 1,8              | 24.178               |
| Leicester     | 1,4              | 25.636               |
| Bristol       | 1,4              | 28.862               |
| Nottingham    | 1,4              | 25.218               |
| Cardiff       | 1,2              | 23.319               |
| Southampton   | 1,0              | 31.497               |
| Coventry      | 0,9              | 25.168               |
| Kingston      | 0,9              | 24.005               |
| Bournemouth   | 0,8              | 27.028               |
| Portsmouth    | 0,8              | 30.445               |
| Oxford        | 0,8              | 34.463               |
| Middlesbrough | 0,7              | 24.431               |
| Gesamt        | 100,0            | 24.602               |

Das durchschnittliche Haushaltseinkommen im Vereinigten Königreich lag 2016 bei 24.602 Euro. Viele Metropolen weisen ein ähnliches Einkommensniveau. Besonders auffällig ist allerdings die deutliche Abweichung der mit Abstand größten Metropole und Hauptstadt London, die ein durchschnittliches Einkommen von 35.113 Euro besitzt und somit 43 % über dem Landesdurchschnitt liegt. Auch andere Metropolen wie besonders Southampton und Oxford übersteigen im Einkommensdurchschnitt deutlich den Landesdurchschnitt.
Die teils deutlichen positiven Abweichungen von Metropolen zum Landesdurchschnitt weisen auf ein im Vereinigten Königreich deutlich höheres Einkommensniveau in den Metropolen verglichen zu den ländlichen Regionen hin.

## Hintergründe

### Entwicklung der Einkommen im Vereinigten Königreich
Nach 2008 ergab sich in der Einkommensentwicklung ein Knick, sodass ein Absinken der Durchschnitts- und Medianeinkommen zu beobachten ist. Jonathan Cribb et al. (2018) führen dies auf die Auswirkungen der Großen Rezession zurück. Die Einkommen haben sich seither erholt und sind nach 2013 nominal wieder auf dem Niveau von 2008 angelangt. Da der Gini-Koeffizient in derselben Zeit gesunken ist, ist darauf zu schließen, dass besonders hohe Einkommensschichten die stärksten Einbußen durch die Nachwirkungen der Finanzkrise hatten. Jonathan Cribb et al. (2018) beobachten hier, dass das Medianeinkommen der Top 15 Prozent nach der Krise stärker gesunken ist (ca. 1 % p. a.) als das der gesamten Bevölkerung (0,6 % p. a.). Über einen längeren Zeitverlauf beobachten die Autoren, dass die Einkommensungleichheit gemessen am Gini seit 1960 bis circa 1980 relativ konstant bleibt und durchschnittlich 0,25 beträgt. In den 1980er Jahren gab es dann einen starken Anstieg des Gini-Koeffizienten bis auf 0,34 im Jahr 1990. Dieser starke Anstieg wird vielfach mit der liberalen Wirtschaftspolitik der Regierung von Margaret Thatcher begründet. A.B. Atkinson (2005) sieht die Senkung des Spitzensteuersatz auf Kapitalerträge als einen wichtigen Treiber dieser Entwicklung. Diese Steuersätze wurden 1979 von 98 Prozent auf 75 Prozent gesenkt und in den 80er Jahren sukzessive weiter bis auf 40 Prozent reduziert. In den 90er Jahren bis zur Finanzkrise ist der Gini weiter gestiegen, allerdings in deutlich geringerem Ausmaß als in den 1980er Jahren. Mit dem Absinken nach der Finanzkrise ist heute wieder ein Niveau wie in den frühen 90er Jahren erreicht.

### Entwicklung der Einkommensungleichheit vor dem Jahr 2000
Stephen Machin (1996) beschäftigte sich intensiv mit der Entwicklung der Einkommensverteilung im Vereinigten Königreich seit dem Ende des 2. Weltkrieges. Er stellt fest, dass die Annahme eines Trickle-Down Effekts in Großbritannien und den USA überholt sei, da sich seit Ende der 1970er-Jahre die Einkommensungleichheit in diesen Ländern dramatisch verschärft hat. Wirtschaftswachstum und Arbeitslosigkeit können demnach seit den späten 70er-Jahren nicht mehr als zuverlässige Variablen zur Erklärung von Armut und Ungleichheit verwendet werden. Während die Wachstumsraten der realen Einkommen verschiedener Einkommensklassen in den 60er- und frühen 70er-Jahren noch miteinander Schritt hielten, haben niedrigere Einkommensschichten seit den 80er-Jahren kaum mehr Zuwächse zu verzeichnen, während mittlere und insbesondere hohe Einkommen profitierten. Als mögliche Erklärungsansätze nennt Machin (1996) eine erhöhte Nachfrage nach qualifizierten Arbeitskräften im Zuge der zunehmenden Technologisierung, aber ebenso die schwindende Macht von Gewerkschaften und vergleichbaren Organisationen. Der verstärkte Freihandel hingegen liefert in Bezug auf Einkommensungleichheit keine eindeutigen Ergebnisse.

### Die Rolle des Finanzsektors und „extreme Ungleichheit“
Als einen Faktor des Anstiegs der Einkommensungleichheit im Vereinigten Königreich haben Brian Bell und John Van Reenen (2010) das Anwachsen in Häufigkeit und Höhe nicht-regulärer Entlohnungen (Bonuszahlungen) in der Finanzbranche identifiziert. Dabei konzentrieren sich die Autoren auf die obersten Perzentile der Einkommensverteilung und bezeichnen das Phänomen als „extreme wage inequality“ („extreme Lohnungleichheit“). Es zeigt sich, dass der Verdienstanteil der Top-10-%-Bestverdiener im Vereinigten Königreich über den Zeitraum von 2000 bis 2010 deutlich angestiegen ist und sich zusätzlich der Zuwachs an Bonuszahlungen auf die Top-1-%-Bestverdiener konzentriert. Darüber hinaus zeigen Bell und Van Reenen, dass ein überwiegender Anteil der Einkommenszuwächse tatsächlich auf Angestellte in der Finanzbranche entfiel.

### Einfluss der Geldpolitik auf die Ungleichheit
Die Bank of England hat 2018 in einer Arbeit untersucht, inwieweit die expansive Geldpolitik nach der Finanzkrise Auswirkungen auf die Ungleichheit im Vereinigten Königreich hatte. Die Autoren der Studie geben an, dass die meisten Haushalte im Hinblick auf sowohl Einkommen als auch Vermögen von der Geldpolitik profitiert haben, im Vergleich zu einem Szenario, in dem die Zentralbank keine Lockerung der Geldpolitik durchgeführt hätte. Die Auswirkungen waren daher weniger eine absolute Steigerung der Einkommen als vielmehr eine Abfederung der negativen Folgen der Finanzkrise. Der Gesamteffekt der Geldpolitik auf die Einkommensungleichheit kommt dabei über zwei Kanäle zu Stande: Zum einen durch den negativen Effekt niedriger Zinsen, wodurch die Zinseinkommen auf Ersparnisse sanken; Zum anderen durch die positiven Effekte höherer Arbeitseinkommen und geringerer Arbeitslosigkeit. Für beide Kanäle wird der Effekt, der durch den Gini gemessen wird, zwar als gering eingeschätzt; Allerdings gab es unterschiedliche Effekte bezogen auf verschiedene Bevölkerungsgruppen. Hinsichtlich der Einkommen haben „jüngere“ Haushalte marginal mehr profitiert als ältere, da diese in geringerem Ausmaß auf Einkommen aus Ersparnissen angewiesen sind, die durch die niedrigen Zinsen geringer ausfielen. Außerdem sind jüngere Haushalte stärker auf Arbeitseinkommen angewiesen, welche durch die positiven Effekte der Geldpolitik auf die Arbeitslosigkeit gestärkt wurden. Bezogen auf die Vermögen konnten allerdings ältere Bevölkerungsschichten stärker profitieren, da über die expansive Geldpolitik die Preise von Vermögenswerten wie Immobilien und Finanzanlagen stabilisiert werden konnten. Diese wiederum werden überproportional von älteren Bevölkerungsgruppen gehalten.